# Enarsa
Enarsa (ou tout en majuscules ENARSA, abréviation d'Energía Argentina Sociedad Anónima) est la compagnie pétrolière nationale d'Argentine, chargée de l'exploitation, de la production et du transport du pétrole et du gaz naturel et de leur distribution y compris sous forme d'électricité.
Enarsa a été créée en 2004 à l'initiative du Président Néstor Kirchner afin de faire réintervenir l'État dans un marché alors oligopolistique et totalement privatisé dans les années 1990 sous le gouvernement Menem, principalement à la suite de la vente de Yacimientos Petrolíferos Fiscales à la compagnie espagnole Repsol.
La création de cette entreprise fait aussi suite à la crise énergétique argentine de 2004, provoqué pour partie par le manque d'investissements dans les infrastructures face l'augmentation de la demande en énergies pétrolières et gazières.

## Perspectives
Le ministre argentin de l'Énergie, Julio de Vido a déclaré que le gouvernement envisageait la création d'une compagnie énergétique supranationale qui inclurait la participation du Venezuela, de la Bolivie et de l'Argentine. Un partenariat avec PDVSA est déjà en cours et inclut un support technique et financier du Venezuela dans les projets d'Enarsa.